# Olympia
Olympia – miasto w Stanach Zjednoczonych, stolica stanu Waszyngton i ośrodek administracyjny hrabstwa Thurston, położone nad ujściem rzeki Deschutes do zatoki Budd Inlet (odnoga Puget Sound), u nasady półwyspu Olympic. W 2019 roku zamieszkane było przez 52 882 osób, główny ośrodek zespołu miejskiego liczącego 252 264 mieszkańców (2010).
W mieście rozwinął się przemysł drzewny. Znajduje się tu port rybacki.
Nazwa miasta pochodzi od pobliskiego pasma górskiego Olympic Mountains. Swoją siedzibę ma tutaj zarząd lasu narodowego Olympic National Forest.

## Historia
Olympia rozplanowana została w 1851 roku, ulokowana na krańcu szlaku oregońskiego. W 1853 roku została stolicą Terytorium Waszyngtonu (później stanu Waszyngton), a 28 stycznia 1859 roku uzyskała prawa miejskie.
W roku 1873 kompania kolejowa Northern Pacific Railroad ominęła Olympię, wybierając Tacomę jako stację końcową na zachodnim wybrzeżu. Mieszkańcy Olympii postanowili sami wybudować połączenie do głównej linii w Tenino. Połączenie zostało ukończone w roku 1878 i służyło jako jedyne połączenie kolejowe Olympii do roku 1891. Stolicą stanu Waszyngton Olympia została w roku 1853.
W roku 1949 przez Olympię przeszło trzęsienie ziemi, które zniszczyło lub uszkodziło znaczną część historycznych budynków – obecnie wiele z nich ma nowe, drewniane i szklane fasady. Od lat 70. XX wieku rozwijają się małe, rodzinne przedsiębiorstwa. W tamtym okresie w Olympii prężnie rozwijał się punk.
Pierwotnie siedziba stanu Waszyngton znajdowała się w Starym Kapitolu, obecnie mieści się ona w gmachu Nowego Kapitolu.

## Miasta partnerskie
- Katō, Japonia